# アルフレッド・ラクロワ
アルフレッド・ラクロワ（Antoine François Alfred Lacroix、1863年2月4日 – 1948年3月12日）は、フランスの鉱物学者、岩石学者、火山学者である。

## 生涯
ソーヌ＝エ＝ロワール県のマコンに生まれた。パリで地質学者のフェルディナンド・アンドレ・フーケに学び、彼の娘と結婚した。1896年にパリ植物園の鉱物学の教授になり、1896年に高等研究実習院の鉱物研究所の所長となった。
ラクロワの研究分野は特に、火山活動に伴う火成岩や変成作用の分野で、ピレネー山脈など世界各地の調査を行った。業績にはマダガスカル島の岩石に関する研究や、西インド諸島のマルティニーク島のプレー山の噴火活動を研究した La Montagne Pele et ses éruptions (1904) があり、『フランスとその植民地の鉱物』(Mineralogie de la France et de ses Colonies (1893-1898)) や、オーギュスト・ミシェル・レヴィと共著の多くの著書がある。
1904年に科学アカデミーの会員に選ばれ、1917年にロンドン地質学会からウォラストン・メダル、1930年にアメリカ地質学会からペンローズ・メダルを受賞した。